# 14032 Mego
14032 Mego là một tiểu hành tinh vành đai chính với chu kỳ quỹ đạo là 1493.7144496 ngày (4.09 năm).
Nó được phát hiện ngày 4 tháng 12 năm 1994 bởi Masahiro Koishikawa.